# Никита (Семешков)
Епископ Никита (Семешков; ?, Москва — 13 мая 1480, Коломна) — епископ Коломенский.
Родился в семье протоиерея Московского Архангельского собора.
25 июля 1473 года митрополитом Московским и всея Руси Геронтием († 1489) хиротонисан во епископа Коломенского. Никита показал себя хорошим молитвенником, умелым руководителем, ревнителем церковного искусства и просвещения.
В 1479 году епископ Никита тяжело заболел и не смог приехать на освящение московского Успенского собора в мае 1479 года. Болезни и скорби заставляли готовиться в «путь всея земли».
Скончался 13 мая 1480 года. Имя его было внесено в Государев синодик, куда записывали всех тех, кто имел особые заслуги перед княжеским домом.